# 王挺
王挺（1972年6月26日—），别名王泳茗，中国大陆男演员，前运动员、刑警。代表作有电视剧《战士》、《重案六组2》等。

## 生平
王挺早年为一名运动员，曾获1990年第十一届全运会拳击项目75公斤级冠军、1991年全国散打温州擂台赛75公斤级冠军。
作为刑警，曾于1993年荣立个人三等功、1994年“严打”工作先进个人、1994年海南省公安工作积极分子。